# Anna Peters (Politikerin, 1996)

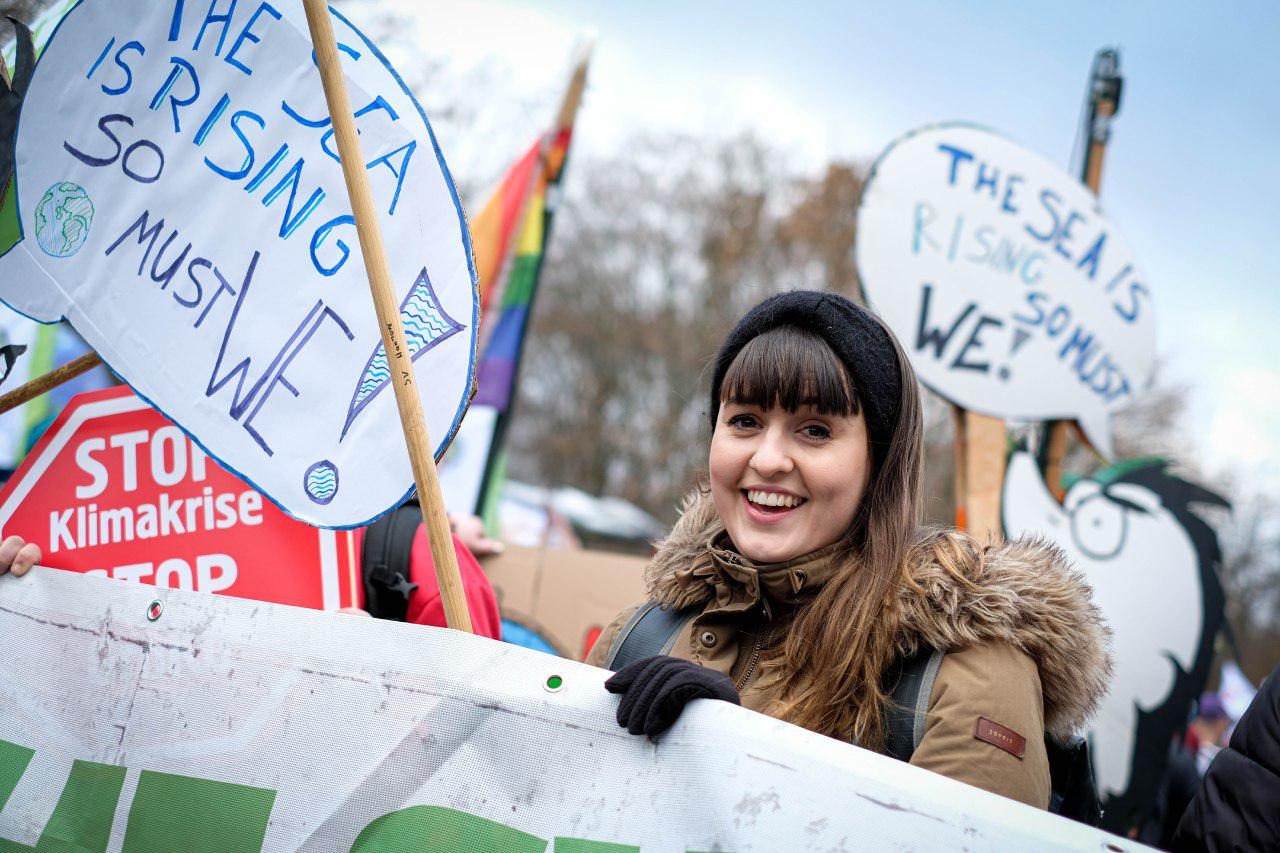
Anna Peters auf dem Klimastreik in Berlin am 29. November 2019

Anna Peters (* 1996) ist eine deutsche Politikerin. Sie war von 2019 bis 2021 Bundessprecherin der Grünen Jugend.

## Leben
Nach dem Abitur am Deutsch-Französischen Gymnasium in Freiburg und einem weltwärts-Freiwilligendienst in Ecuador studierte Peters von 2015 bis 2019 Politische Wissenschaft und Volkswirtschaftslehre an der Ruprecht-Karls-Universität Heidelberg mit Schwerpunkt Umweltökonomik. Im Rahmen dessen arbeitete sie 2018 im Wuppertal Institut für Klima, Umwelt, Energie an der Studie „Die Beendigung der energetischen Nutzung von Kohle in Deutschland – Herausforderungen meistern und Strukturwandel gestalten“ zusammen mit dem Deutschen Institut für Wirtschaftsforschung und dem Ecologic Institut. Ihr Studium hat sie 2019 mit dem Bachelor of Science in Volkswirtschaftslehre abgeschlossen.

## Politik
Seit Oktober 2012 ist Peters Mitglied der Grünen Jugend, seit 2015 Mitglied bei Bündnis 90/Die Grünen. Im Oktober 2018 wurde sie als Beisitzerin und Internationale Sekretärin in den Bundesvorstand der Grünen Jugend gewählt. Auf dem 53. Bundeskongress der Grünen Jugend im November 2019 wurde Peters zur Bundessprecherin gewählt. Nachdem 2020 aufgrund der COVID-19-Pandemie in Deutschland keine Vorstandswahlen durchgeführt werden konnten, durfte Peters auf dem 55. Bundeskongress in Erfurt nach zwei Amtsjahren satzungsbedingt nicht erneut antreten und schied somit im Oktober 2021 aus dem Bundesvorstand aus. Zu ihrer Nachfolgerin wurde Sarah-Lee Heinrich gewählt.
2017 war Peters Teil der Delegation der Federation of Young European Greens zu den UN-Klimaverhandlungen (UNFCCC) im Mai und November. Dort verhandelte sie zusammen mit den Jugend- und Frauen-Nichtregierungsorganisationen den Gender Action Plan. Dieser wurde im November 2017 von den UN-Staaten verabschiedet und ist der erste Plan auf UN-Ebene, der sich die Stärkung von Frauen im Kampf gegen die Klimakrise vornimmt.
Nach dem Einzug von Michael Bloss in das Europaparlament 2019 arbeitete Peters bis 2021 als dessen Mitarbeiterin. Bis 2023 arbeitete sie als Mitarbeiterin der Bundestagsabgeordneten Jamila Schäfer. Sie ist Gründerin der Initiative Fiscal Feminist Hub e. V., die Finanzpolitik in Europa feministisch und sozial gestalten will.
Im November 2023 wurde Peters durch die Bundesdelegiertenkonferenz von Bündnis 90/Die Grünen auf Platz 13 der Wahlliste zur Europaparlamentswahl 2024 gewählt, der letztlich nicht für einen Einzug in das Europäische Parlament ausreichen sollte.

## Positionen
Ihre politischen Schwerpunkte sind Umwelt und Klima, Internationales, Feminismus und Antifaschismus. Sie setzt sich für die Einhaltung des Pariser Klimaabkommens ein, auch befürwortet sie die private Seenotrettung im Mittelmeer und fordert die komplette rechtliche Freigabe von Schwangerschaftsabbrüchen. Ende November 2019 rief Peters dazu auf, Kohlebagger in der Lausitz zusammen mit Aktivisten im Rahmen des Aktionswochenendes des Klimabündnisses Ende Gelände zu blockieren.